# 算法交易
算法交易（英語：Algorithmic trading），或程序化交易，或自動交易，是指運用自動化的電腦程式，或運用人工智慧，根據預設的算法，進行自動化的投資和買賣行為。一般而言，算法交易是指人們開發程式，自動根據指定的市場的技術資料和財務比率（例如市盈率、市帳率、移動平均線）等，自動由電腦操作買賣行為。

## 應用
目前，算法交易可以應用在自動根據市場及財務資料參與自動化買賣股票、期權、金融衍生工具、外匯、黃金、加密電子貨幣等交易。目前，運用自動化的算法或程序交易軟件進行自動化買賣，已經佔了股票及證券市場交易中相當大的比重。